# سیزر سیسترز
سیزر سیسترز (به انگلیسی: Scissor Sisters) یک گروه پاپ آمریکایی تشکیل شده در سال ۲۰۰۱ می‌باشد نام این گروه از عمل طبق‌زنی میان همجنس‌گرایان زن گرفته شده است.اعضای آن جیک شیرز و آنا مترونیک به عنوان خواننده، بیبی‌ددی به عنوان نوازنده چندساز، دل مورکیوس به عنوان گیتار/گیتار الکتریک و رندی ریل به عنوان درامر هستند (ریل به جای پدی بوم اضافه شد.)
این گروه به خاطر انتاشر نسخه دیسکوی "بی‌حس و راحت" نامزد جایزه گرمی شدند و آلبوم آنها در سال ۲۰۰۴ پرفروش‌ترین آلبوم در بریتانیا و برنده سه جایزه بریت در سال ۲۰۰۵ شدتمام پنج تک‌آهنگ‌های این گروه به ۲۰ ترانه پرفروش جدول تک‌آهنگ‌های بریتانیا رسیدند.